# Costache Mircea
Costache Mircea (n. 25 martie 1949, com. Jirlău, județul Brăila) este un fost deputat român în legislatura 2000-2004 și în legislatura 2004-2008, ales în județul Buzău pe listele partidului PRM. În legislatura 2000-2004, Costache Mircea a fost membru în grupurile parlamentare de prietenie cu Malaezia și Regatul Unit al Marii Britanii și Irlandei de Nord; în legislatura 2004-2008, el a fost membru în grupul parlamentar de prietenie cu Republica Polonă. În septembrie 2008, Mircea Costache a trecut de la PRM la PC.